# Diaparsis basalis
Diaparsis basalis är en stekelart som beskrevs av Horstmann 1981. Diaparsis basalis ingår i släktet Diaparsis och familjen brokparasitsteklar. Inga underarter finns listade i Catalogue of Life.